# PCI Express
PCI Express (PCIe abreviat), anteriorment conegut per les sigles 3GIO, 3rd Generation I/O, és un estàndard de bus informàtic, el qual inclou el protocol i l'arquitectura per capes que permet targetes d'expansió. És un nou desenvolupament del bus PCI que usa els conceptes de programació i els estàndards de comunicació existents, però es basa en un sistema de comunicació sèrie molt més ràpid. Va ser creat per Intel el 2004, després de retirar-se del sistema Infiniband, per substituir el bus PCI, el PCI-X i l'AGP. En els seus inicis el projecte del nou estàndard va rebre el nom d'Arapahoe. Té la mateixa interfície de software que el PCI, però les targetes són física i electrònicament incompatibles, i transmet les dades en sèrie (a diferència del PCI que és paral·lel).
PCI Express no té res a veure amb PCI-X que és una evolució del bus PCI a la que s'aconsegueix augmentar l'amplada de banda mitjançant l'increment de la freqüència, arribant a ser 32 vegades més ràpid que el PCI 2.1. La seva velocitat és major que PCI Express, però presenta l'inconvenient que en instal·lar més d'un dispositiu la freqüència base es redueix i perd velocitat de transmissió.
El bus PCIe està estructurat com enllaços punt a punt, full duplex, treballant en sèrie. Cada slot d'expansió porta 1, 2, 4, 8, 16 o 32 enllaços de dades entre la placa base i la targeta connectada. 32 enllaços de 250 MB/s (32x) donen el màxim d'amplada de banda, 8 GB/s en cada direcció per PCIe 1.1.
El 15 de gener del 2007, es va anunciar la disponibilitat de l'especificació PCI Express 2.0, que dobla l'amplada de banda estàndard del bus de 2,5 Gbit/s a 5 Gbit/s i en el que un connector 32x pot transferir 16 GB/s en cada direcció.
L'any 2007, PCI Express va substituir AGP com a interfície estàndard per targetes gràfiques en ordinadors nous. Les marques Ati Technologies i nVIDIA, entre d'altres, ofereixen targetes gràfiques PCIe.

## Estructura
Aquest bus està estructurat amb enllaços punt a punt, full-duplex, treballant en sèrie. En PCIe 1.1 (el més comú en 2007) cada enllaç transporta 250 MB/s en cada direcció. PCIe 2.0 multiplica per 2 aquesta tassa i PCIe 3.0 la multiplica per 2 de nou.
Cada slot d'expansió porta un, dos, quatre, vuit, setze o trenta-dos enllaços de dades entre la placa base i les targetes connectades. El nombre d'enllaços s'escriu amb una "x" de prefix (x1 per un enllaç simple i x16 per una targeta amb setze enllaços). Trenta-dos enllaços de 250MB/s donen el màxim amplada de banda, 8 GB/s (250 MB/s x 32) en cada direcció pel PCIE 1.1. En l'ús més comú (x16) proporcionen una amplada de banda de 4 GB/s (250 MB/s x 16) en cada direcció. En comparació amb altres busos, un enllaç simple és aproximadament el doble de ràpid que el PCI normal; un slot de quatre enllaços té una amplada de banda comparable a la versió més ràpida de PCI-X 1.0, i vuit enllaços tenen una amplada de banda comparable a la versió més ràpida d'AGP.

## Ús
PCI Express està pensat per ser usat només com bus local, encara que hi ha extensors capaços de connectar múltiples plaques base mitjançant cables de coure o fins i tot fibra òptica. Com que es basa en el bus PCI, les targetes actuals poden ser reconvertides a PCI Express canviant només la capa física. La velocitat inicial del PCI Express permetrà reemplaçar gairebé tots els altres busos, AGP i PCI inclosos. La idea d'Intel és tenir un sol controlador PCI Express comunicant-se amb tots els dispositius, en comptes de l'actual sistema de pont nord i pont sud.
PCI Express no és encara prou ràpid per a ser usat com a bus de memòria. Això és un desavantatge que no té el sistema similar HyperTransport, que també pot tenir aquest ús. A més, no ofereix la flexibilitat del sistema InfiniBand, que té rendiment similar, i a més pot ser usat com bus intern extern.
Aquest connector és usat principalment per a connectar targetes gràfiques. PCI Express en 2006 és percebut com un estàndard de les plaques base per a PC, especialment en targetes gràfiques. Marques com ATI Technologies i nVIDIA entre altres tenen targetes gràfiques PCI Express.

## Factors de forma
- Targeta de baixa altura
- ExpressCard: successor del format PC card (amb PCIe x1 i USB 2.0; conectable en calent)
- XMC: semblant al format CMC/PMC (amb PCIe x4 o Serial RapidI/O)
- AdvancedTCA: un complement de CompactPCI i PXI per aplicacions tecnológiques; suporta topologíes de backplane basades en comunicació serial
- AMC: un complement de l'especificació AdvancedTCA; suporta processadors i móduls d'entrada/sortida en plaques ATCA (PCIe x1,x2,x4 o x8).
- PCI Express External Cabling[1]
- Mobile PCI Express Module (MXM) Una especificació de mòduls gràfics per a portàtils creada per NVIDIA.
- Advanced eXpress I/O Module (AXIOM) disseny de mòduls gràfics creada per ATI Technologies.